# Antanhol
Antanhol é uma povoação portuguesa do Município de Coimbra que foi sede da extinta Freguesia de Antanhol, freguesia que tinha 9,79 km² de área e 2 556 habitantes (2011), e, por isso, uma densidade populacional de 261,1 hab/km².
A Freguesia de Antanhol foi extinta em 2013, no âmbito de uma reforma administrativa nacional, tendo sido agregada à Freguesia de Assafarge, para formar uma nova freguesia denominada União das Freguesias de Assafarge e Antanhol com a sede em Assafarge.
As povoações que constituiam a Freguesia de Antanhol eram:

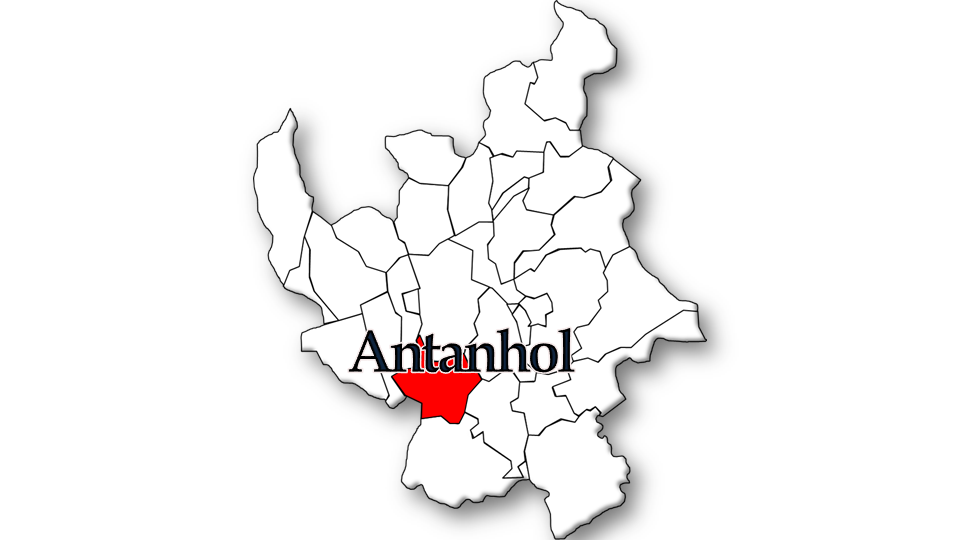
Localização no Município de Coimbra

- Antanhol
- Albergaria
- Cegonheira
- Valongo
- Cardanha
- Moinho de Vento
- Quinta do Limoeiro

## População
| População da freguesia de Antanhol | População da freguesia de Antanhol | População da freguesia de Antanhol | População da freguesia de Antanhol | População da freguesia de Antanhol | População da freguesia de Antanhol | População da freguesia de Antanhol | População da freguesia de Antanhol | População da freguesia de Antanhol | População da freguesia de Antanhol | População da freguesia de Antanhol | População da freguesia de Antanhol | População da freguesia de Antanhol | População da freguesia de Antanhol | População da freguesia de Antanhol |
| ---------------------------------- | ---------------------------------- | ---------------------------------- | ---------------------------------- | ---------------------------------- | ---------------------------------- | ---------------------------------- | ---------------------------------- | ---------------------------------- | ---------------------------------- | ---------------------------------- | ---------------------------------- | ---------------------------------- | ---------------------------------- | ---------------------------------- |
| 1864                               | 1878                               | 1890                               | 1900                               | 1911                               | 1920                               | 1930                               | 1940                               | 1950                               | 1960                               | 1970                               | 1981                               | 1991                               | 2001                               | 2011                               |
| 513                                | 626                                | 638                                | 712                                | 840                                | 782                                | 915                                | 1 021                              | 1 176                              | 1 317                              | 1 369                              | 1 831                              | 2 127                              | 2 447                              | 2 556                              |

## Património
- Cidade dos Mouros ou Cidade da Mata do Antanhol